# Gwiazdozbiór

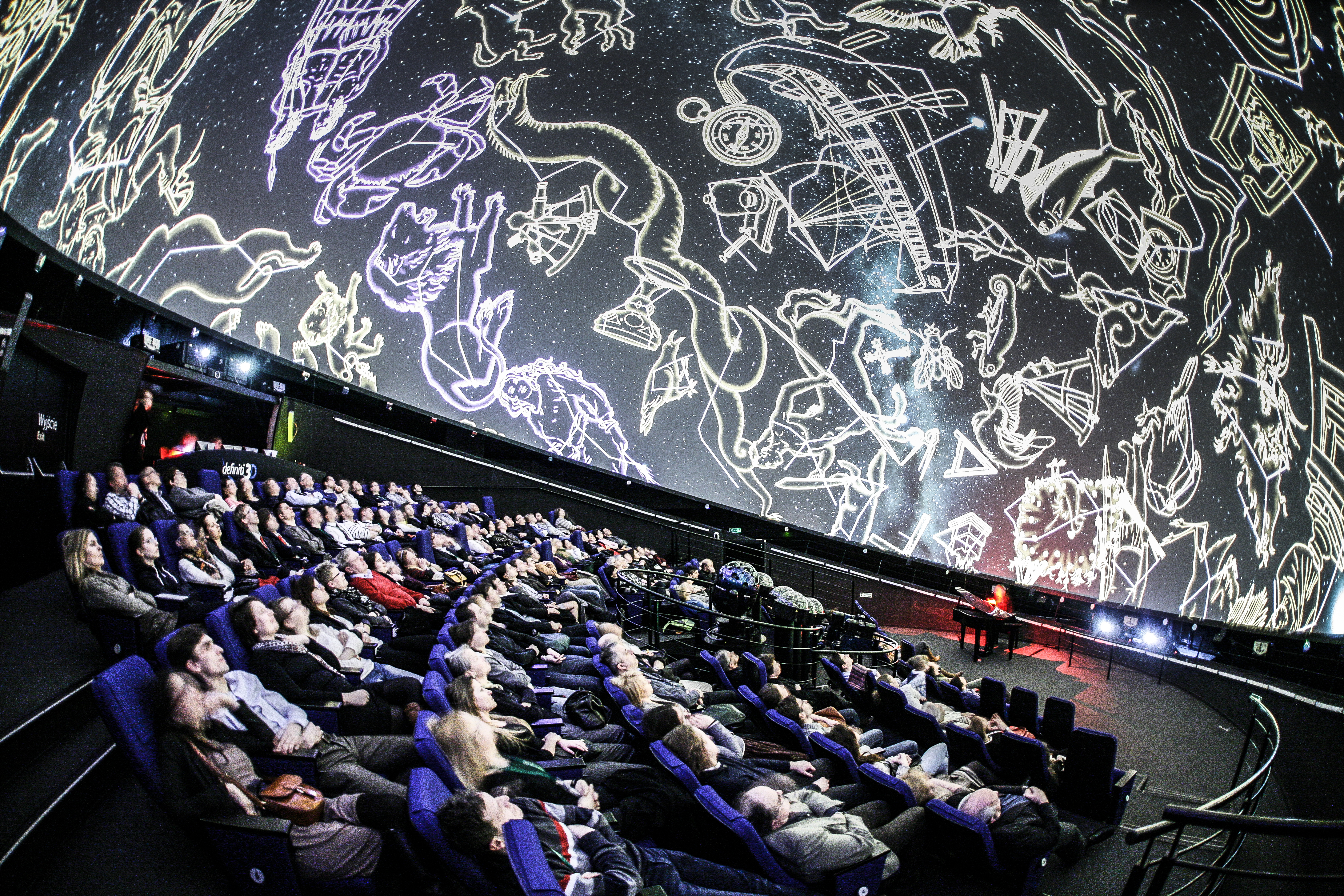
Pokaz o gwiazdozbiorach w planetarium Centrum Nauki Kopernik w Warszawie

Gwiazdozbiór (konstelacja z łac. constellatio, con od cum 'z [czym]' i stella 'gwiazda', gr. αστερισμός) – określony obszar na sferze niebieskiej ustalony przez Międzynarodową Unię Astronomiczną. Gwiazdy wchodzące w skład gwiazdozbiorów nie są ze sobą zazwyczaj fizycznie związane, a ich bliskie położenie na niebie jest wywołane geometrycznym efektem rzutowania ich położeń na sferę niebieską.

## Rys historyczny gwiazdozbioru
Tradycja łączenia gwiazd w symboliczne kształty, które nazywamy asteryzmami, sięga niepamiętnych czasów starożytnych. Najstarsze zachowane wzmianki pochodzą z ok. 4000 lat p.n.e.
Około V wieku p.n.e. Babilończycy podzielili strefę nieba, w której odbywa się pozorny ruch słońca, najpierw na 6, a następnie na 12 odcinków, które nazwano zodiakiem. Ptolemeusz w swoim Almageście wyróżnił 48 konstelacji (z czego w dzisiejszym użyciu zachowano 47). Były to znane starożytnym konstelacje nieba północnego i częściowo równikowego (z kilkoma wyjątkami większych konstelacji południowych, jak: Centaur, Argo, Erydan czy Wieloryb).
Odkrycia geograficzne i podróże na południową półkulę wniosły od XV wieku duży wkład w poznanie południowej sfery nieba. W 1595 Pieter Keyser i Frederick de Houtman, w wyniku podróży na Sumatrę, oznaczyli 12 konstelacji południowych: Ptak Rajski, Żuraw, Mucha, Kameleon, Indianin, Trójkąt Południowy, Wąż Wodny, Złota Ryba, Paw, Feniks, Tukan, Ryba Latająca. Po raz pierwszy znalazły się one w atlasie Uranometria Johanna Bayera opublikowanym w roku 1603.
Na początku XVII wieku Tycho Brahe wyodrębnił konstelację „Warkocz Bereniki” z gwiazdozbiorów Lwa i Panny.
Gdański astronom Jan Heweliusz dodał w swoim dziele Firmamentum, wydanym po śmierci astronoma w roku 1690, 11 nowych gwiazdozbiorów, z czego 7 utrzymało się do dziś (Psy Gończe, Jaszczurka, Mały Lew, Ryś, Lis, Tarcza (Sobieskiego), Sekstant).
Wreszcie w wyniku podróży na Przylądek Dobrej Nadziei w latach 1751 i 1753 francuski opat Nicolas-Louis de Lacaille dodał 14 konstelacji (Pompa, Rylec, Cyrkiel, Piec, Zegar, Góra Stołowa, Mikroskop, Węgielnica, Oktant, Malarz, Rzeźbiarz, Luneta, Kompas, Sieć). Podzielił też na trzy części (Rufa, Żagiel, Kil) znaną starożytnym konstelację Argo.
Ostateczny podział sfery niebieskiej na 88 gwiazdozbiorów oraz ich granice zatwierdziła w roku 1930 Międzynarodowa Unia Astronomiczna.

## Zestawienie gwiazdozbiorów

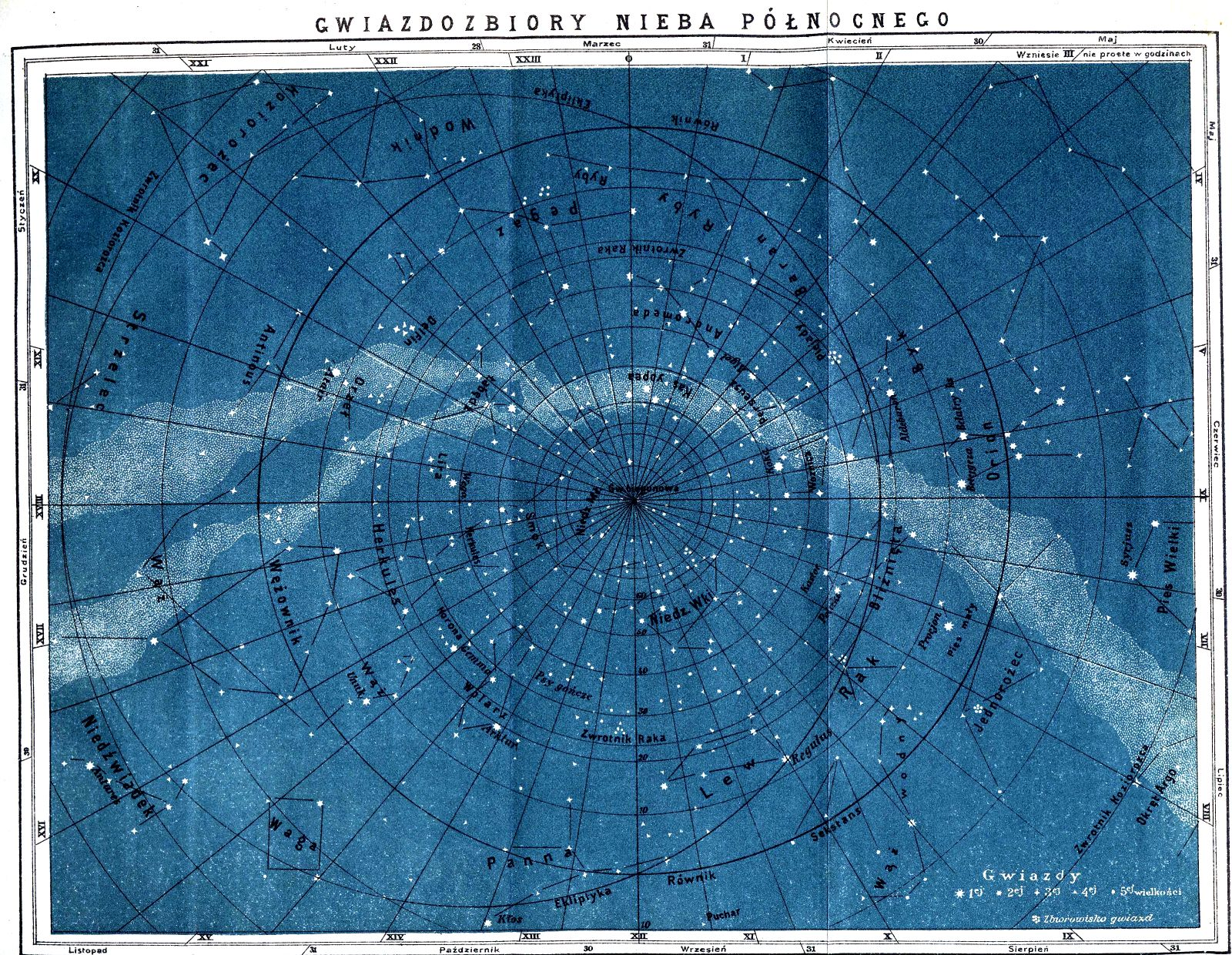
Gwiazdozbiory nieba północnego (według Encyklopedii Orgelbranda z r. 1900)

### Gwiazdozbiory okołobiegunowe północne
| Nr | Gwiazdozbiór         | Rektascensja | Deklinacja |
| -- | -------------------- | ------------ | ---------- |
| 1  | Cefeusz              | 22h 00m      | +70°       |
| 2  | Kasjopeja            | 01h 00m      | +60°       |
| 3  | Mała Niedźwiedzica   | 15h 00m      | +75°       |
| 4  | Smok                 | 17h 00m      | +65°       |
| 5  | Wielka Niedźwiedzica | 11h 00m      | +55°       |
| 6  | Żyrafa               | 06h 00m      | +70°       |

### Gwiazdozbiory zimowe
| Nr | Gwiazdozbiór | Rektascensja (06h-12h) | Deklinacja |
| -- | ------------ | ---------------------- | ---------- |
| 7  | Bliźnięta    | 07h 00m                | +20°       |
| 8  | Hydra        | 10h 00m                | -20°       |
| 9  | Jednorożec   | 07h 00m                | -05°       |
| 10 | Kompas       | 09h 00m                | -30°       |
| 11 | Lew          | 10h 30m                | +15°       |
| 12 | Mały Lew     | 10h 00m                | +35°       |
| 13 | Mały Pies    | 07h 30m                | +05°       |
| 14 | Pompa        | 10h 00m                | -35°       |
| 15 | Puchar       | 11h 30m                | -15°       |
| 16 | Rak          | 08h 30m                | +20°       |
| 17 | Rufa         | 07h 30m                | -35°       |
| 18 | Ryś          | 08h 00m                | +45°       |
| 19 | Sekstant     | 10h 00m                | +00°       |
| 20 | Wielki Pies  | 07h 00m                | -20°       |
| 21 | Żagiel       | 09h 30m                | -50°       |

### Gwiazdozbiory wiosenne
| Nr | Gwiazdozbiór     | Rektascensja (12h-18h) | Deklinacja |
| -- | ---------------- | ---------------------- | ---------- |
| 22 | Centaur          | 13h 00m                | -50°       |
| 23 | Herkules         | 17h 00m                | +30°       |
| 24 | Korona Północna  | 16h 00m                | +30°       |
| 25 | Kruk             | 12h 30m                | -20°       |
| 26 | Ołtarz           | 17h 30m                | -55°       |
| 27 | Panna            | 13h 00m                | +00°       |
| 28 | Psy Gończe       | 13h 00m                | +40°       |
| 29 | Skorpion         | 16h 30m                | -30°       |
| 30 | Waga             | 15h 00m                | -15°       |
| 31 | Warkocz Bereniki | 13h 00m                | +20°       |
| 32 | Wąż              |                        |            |
| 32 | Głowa Węża       | 15h 30m                | +10°       |
| 32 | Ogon Węża        | 18h 00m                | -10°       |
| 33 | Węgielnica       | 16h 00m                | -50°       |
| 34 | Wężownik         | 17h 00m                | -05°       |
| 35 | Wilk             | 15h 30m                | -45°       |
| 36 | Wolarz           | 14h 30m                | +30°       |

### Gwiazdozbiory letnie
| Nr | Gwiazdozbiór      | Rektascensja (18h-00h) | Deklinacja |
| -- | ----------------- | ---------------------- | ---------- |
| 37 | Delfin            | 20h 30m                | +15°       |
| 38 | Indianin          | 22h 00m                | -60°       |
| 39 | Jaszczurka        | 22h 30m                | +45°       |
| 40 | Korona Południowa | 19h 00m                | -40°       |
| 41 | Koziorożec        | 21h 00m                | -20°       |
| 42 | Lisek             | 20h 00m                | +25°       |
| 43 | Luneta            | 19h 00m                | -50°       |
| 44 | Lutnia            | 19h 00m                | +35°       |
| 45 | Łabędź            | 20h 30m                | +40°       |
| 46 | Mikroskop         | 21h 00m                | -35°       |
| 47 | Orzeł             | 19h 30m                | +05°       |
| 48 | Pegaz             | 23h 00m                | +20°       |
| 49 | Ryba Południowa   | 22h 30m                | -30°       |
| 50 | Strzała           | 20h 00m                | +20°       |
| 51 | Strzelec          | 19h 00m                | -25°       |
| 52 | Tarcza            | 18h 30m                | -10°       |
| 53 | Wodnik            | 22h 30m                | -10°       |
| 54 | Źrebię            | 21h 00m                | +10°       |
| 55 | Żuraw             | 22h 30m                | -45°       |

### Gwiazdozbiory jesienne
| Nr | Gwiazdozbiór | Rektascensja (00h-06h) | Deklinacja |
| -- | ------------ | ---------------------- | ---------- |
| 56 | Andromeda    | 01h 00m                | +40°       |
| 57 | Baran        | 02h 30m                | +20°       |
| 58 | Byk          | 04h 30m                | +15°       |
| 59 | Erydan       | 04h 00m                | -25°       |
| 60 | Feniks       | 01h 00m                | -50°       |
| 61 | Gołąb        | 06h 00m                | -35°       |
| 62 | Malarz       | 05h 30m                | -55°       |
| 63 | Orion        | 05h 30m                | +00°       |
| 64 | Perseusz     | 03h 30m                | +45°       |
| 65 | Piec         | 03h 00m                | -30°       |
| 66 | Ryby         | 01h 00m                | +10°       |
| 67 | Rylec        | 05h 00m                | -40°       |
| 68 | Rzeźbiarz    | 00h 30m                | -30°       |
| 69 | Trójkąt      | 02h 00m                | +30°       |
| 70 | Wieloryb     | 01h 30m                | -10°       |
| 71 | Woźnica      | 06h 00m                | +40°       |
| 72 | Zając        | 05h 30m                | -20°       |
| 73 | Zegar        | 03h 00m                | -50°       |

### Gwiazdozbiory okołobiegunowe południowe
| Nr | Gwiazdozbiór       | Rektascensja | Deklinacja |
| -- | ------------------ | ------------ | ---------- |
| 74 | Cyrkiel            | 15h 00m      | -65°       |
| 75 | Góra Stołowa       | 05h 30m      | -80°       |
| 76 | Kameleon           | 10h 30m      | -80°       |
| 77 | Kil                | 09h 00m      | -60°       |
| 78 | Krzyż Południa     | 12h 30m      | -60°       |
| 79 | Mucha              | 12h 30m      | -70°       |
| 80 | Oktant             | 21h 00m      | -85°       |
| 81 | Paw                | 19h 30m      | -65°       |
| 82 | Ptak Rajski        | 16h 00m      | -75°       |
| 83 | Ryba Latająca      | 08h 00m      | -70°       |
| 84 | Sieć               | 04h 00m      | -60°       |
| 85 | Trójkąt Południowy | 16h 00m      | -65°       |
| 86 | Tukan              | 00h 00m      | -65°       |
| 87 | Wąż Wodny          | 02h 00m      | -70°       |
| 88 | Złota Ryba         | 05h 00m      | -60°       |